# Schmutter
La Schmutter est une rivière d’Allemagne, coulant en Souabe bavaroise sur 76 km. 

## Géographie
La rivière prend sa source à 6 km au sud-ouest de Schwabmünchen et coule vers le nord, traversant un parc naturel et passant non loin de la Lech en traversant la ville de Neusäß, pour rejoindre le Danube. 
La Schmutter est sinueuse sur de larges distances et traverse nombre de prairies et de vallées plates. Les prés et champs limitrophes sont inondés plusieurs fois par an, à la fonte des neiges ou lors de fortes pluies.